# The Secret History of Twin Peaks
The Secret History of Twin Peaks är en roman av Mark Frost, utgiven i oktober 2016. Bokens kommande utgivning tillkännagavs år 2014 samtidigt som det blev officiellt att TV-serien Twin Peaks skulle komma att återuppstå i form av en tredje säsong med premiär under våren 2017.

## Bakgrund
Boken uppgavs först komma att heta The Secret Lives of Twin Peaks och skulle beröra händelser som skett under de cirka 25 år som förflutit mellan TV-serien Twin Peaks' andra och tredje säsong. Dessa uppgifter visade sig dock inte stämma, alternativt så reviderades planerna för såväl bokens titel som dess handling. Istället kom boken att enbart beröra historiska händelser som ägt rum innan TV-serien, vars handling börjar år 1989.

## Handling
Ett paket med en samling dokument, som på olika sätt knyter an till orten Twin Peaks och dess invånare, har skickats in till FBI av en anonym avsändare. FBI-chefen Gordon Cole ger en icke namngiven FBI-agent i uppdrag att analysera paketets innehåll och bedöma dess sanningshalt och tillförlitlighet.
Dokumentsamlingen består av bland annat fotografier, brevväxlingar, dagboksanteckningar, tidningsurklipp och hemligstämplade dokument. Dessutom tillkommer analyser och reflektioner från den okände person som sammanställde paketet och skickade det till FBI. Denne person kallar sig i boken för The Archivist.
Några av de händelser som avhandlas har inte enbart kopplingar till orten Twin Peaks och/eller dess invånare utan utgör dessutom kända och inte sällan dramatiska passager i USA:s historia;
- Lewis och Clarks expedition åren 1804-1806. Enligt The Archivist tog deras expedition vägen förbi det område som idag utgör samhället Twin Peaks, på uppdrag av dåvarande President Thomas Jefferson.
- Fördrivningen av indianstammen Nez Perce år 1877 och personporträtt av dess legendariske hövding Chief Joseph. Denne skall ha besökt området omkring Twin Peaks vid ett okänt antal tillfällen.
- Manhattanprojektet åren 1942-1945, i vilket USA utvecklade atombomben.
- Roswellincidenten år 1947, då ett UFO påstås ha kraschlandat i New Mexico, och dess efterdyningar och följder.
- Watergateaffären åren 1972-1974 och President Richard Nixons avgång.

Bland de karaktärer från TV-serien som får en mer detaljerad personbeskrivning i boken återfinns bland andra Dwayne Milford, Andrew Packard, Josie Packard, Catherine Martell, Pete Martell, Margaret Lanterman ("The Log Lady"), Sheriff Harry S. Truman, Deputy Tommy "Hawk" Hill, "Big" Ed Hurley, Nadine Hurley, Norma Jennings, Hank Jennings, Jean Renault och Dr Lawrence Jacoby.
Den karaktär som i boken dock framstår som något av en centralfigur när det gäller många av Twin Peaks mysterier är, trots att han hade en liten och ganska undanskymd roll i TV-serien 1990-1991, Douglas Milford. Denne visar sig bland annat ha ett förflutet som officer inom US Air Force, och har eventuellt även fungerat som en s.k. "Man In Black".

## Kritik
Kort efter att boken gavs ut fick den negativ kritik då den, enligt vissa läsare, var behäftad med vissa kontinuitetsproblem och innehöll faktafel där uppgifter i boken inte alltid stämmer helt överens med platser, händelser och personer så som de beskrevs i TV-serien från åren 1990-1991. Mark Frost har bemött kritiken genom att hävda att de personer som agerar berättare i boken möjligen inte är att betrakta som helt tillförlitliga källor och dessutom tillagt att
| ” | "Allt kommer att avslöjas i sinom tid..." | „ |